# Paraleptomenes kosempoensis
Paraleptomenes kosempoensis är en stekelart som först beskrevs av Schulthess 1934.  Paraleptomenes kosempoensis ingår i släktet Paraleptomenes och familjen Eumenidae. Inga underarter finns listade i Catalogue of Life.